# Boeing, Boeing!
A Boeing, Boeing! (eredeti címe Boeing, Boeing vagy Boeing (707) Boeing (707), egy 1965-ös amerikai filmvígjáték, John Rich rendezésében, Tony Curtis és Jerry Lewis főszereplésével. A film Marc Camoletti színdarabjából készült. 
A történet egy nőcsábász riporter és három stewardess barátnője körül bonyolódik.

## Cselekmény
Bernard Lawrence Párizsban élő, nagy nőcsábász riporter, aki mindjárt három stewardess-szel is viszonyt tart fenn egyszerre, akikkel utazásai során ismerkedett meg. Ezidáig mindig kézben tudta tartani a nőügyeit, mivel a három hölgy három különböző légitársaságnál teljesít szolgálatot, és mikor az egyik vele van a másik kettő épp úton. Robert Reed, a barátja csak ámul, ahogy Bernard nagy mellénnyel összehangolja a románcokat, de nemsokára problémák támadnak, amikor a légitársaságok újabb, gyorsabb gépeket, „Boeingeket” állítanak szolgálatba, és felborul Bernard menetrendje, mert hamarabb érnek haza a hölgyek. Reed kárörvendően fogadást köt Bernarddal, hogy egykettőre lebukik a lányok előtt, de Bernard minden tudását latba veti, hogy a lakásába egymás után szépen befutó hölgyek ne találkozzanak egymással...

## Szereplők
| Szerep                             | Színész               | Magyar hangja (1. szinkron, 1983) | Magyar hangja (2. szinkron) |
| ---------------------------------- | --------------------- | --------------------------------- | --------------------------- |
| Bernard Lawrence                   | Tony Curtis           | Sztankay István                   | Háda János                  |
| Robert Reed                        | Jerry Lewis           | Tahi Tóth László                  | Haás Vander Péter           |
| Jacqueline Grieux (Ms. Air France) | Dany Saval            | Málnai Zsuzsa                     | Kiss Erika                  |
| Lise Bruner (Ms. Lufthansa)        | Christiane Schmidtmer | Mányai Zsuzsa                     | Farkasinszky Edit           |
| Vicky Hawkins (Ms. British United) | Suzanna Leigh         | Kovács Nóra                       | Biró Anikó                  |
| Bertha                             | Thelma Ritter         | Tábori Nóra                       | Pásztor Erzsi               |
| Pierre                             | Lomax Study           | Körmendi János                    | Versényi László             |

## Külső hivatkozások
- Boeing, Boeing! a PORT.hu-n (magyarul)
- Boeing, Boeing! az Internetes Szinkronadatbázisban (magyarul)
- Boeing, Boeing! az Internet Movie Database-ben (angolul)
- Boeing, Boeing! a Rotten Tomatoeson (angolul)
- Boeing, Boeing! a Box Office Mojón (angolul)